# Amadís de Astra
Amadís de Astra es un personaje del libro de caballerías español Silves de la Selva, de Pedro de Luján, publicado en 1546. A pesar de su nombre, Amadís de Astra no descendía por línea de varón del famoso Amadís de Gaula, sino que era hijo de Agesilao (hijo de Falanges de Astra y Alastraxerea, hija de Amadís de Grecia) y Diana (hija de Florisel de Niquea y la reina Sidonia). Según anunció Luján al final de su obra, el siguiente libro del ciclo amadisiano estaría dedicado a las hazañas de Esferamundi de Grecia y Amadís de Astra. Sin embargo, Feliciano de Silva, que continuó la serie con su Cuarta Parte de Don Florisel de Niquea, pasó por alto la obra de Luján y sus personajes. 
Amadís de Astra es un personaje muy destacado en la serie de seis libros Esferamundi de Grecia, del escritor italiano Mambrino Roseo, en la cual se continuó la acción del Silves de la Selva. En la obra de Mambrino Roseo, Amadís de Astra contrae matrimonio con la princesa Rosaliana, hija del emperador de los partos, y muere en una gran batalla contra los paganos en el sexto y último volumen de la serie. Hijo suyo fue Hércules de Astra, personaje de los libros posteriores del ciclo amadisiano (los del  grupo llamado Amadís de Francia), escritos en alemán y publicados en Fráncfort entre 1594 y 1595.